# John Avery (football américain)
Pour les articles homonymes, voir John Avery et Avery.
(en) Statistiques sur pro-football-reference
(en) Statistiques sur statscrew
John Edward Avery Jr (né le 11 janvier 1976 à Richmond) est un joueur américain de football américain et de football canadien.

## Carrière

### Université
Après avoir été diplômé de la Asheville High School de Asheville, il entre au Mississippi Community College en 1994. Il effectue deux saisons avec l'équipe de l'école avant de partir pour l'université d'Ole Miss. En 1996, il est titularisé cinq fois au poste de running back, effectuant 181 courses pour 788 yards (moyenne de 4,35 yards par course), marquant cinq touchdowns. Il se montre habile au poste de kick returner en marquant un kick return lors de cette saison. En 1997, il joue neuf matchs, dont le Motor City Bowl de cette même année. Lors de cette dernière saison, il effectue 862 yards en 166 portées (moyenne de 5,19 yards par course), marquant sept touchdowns. Il marque un kick return. Il est finaliste pour le Conerly Trophy mais échoue.

### Professionnelle
John Avery est sélectionné lors du premier du draft de la NFL de 1998 au 29e choix par les Dolphins de Miami. Lors de sa première saison (rookie), il marque ses trois premiers touchdowns en professionnel (deux sur des courses et un sur une passe). Avery ne joue aucun match lors du début de la saison 1999 et est échangé au Broncos de Denver contre le wide receiver Marcus Nash le 21 septembre 1999. Mais, Avery ne trouve pas sa place dans l'effectif des Broncos et n'apparait que rarement lors de cette saison. Il est libéré lors du camp d'entrainement 2000.
Deux ans plus tard, on retrouve John avec les Enforcers de Chicago en XFL après avoir été sélectionné lors du premier tour du draft de cette nouvelle fédération. Lors de cette saison, il joue dix matchs et parcourt 800 yards en 150 courses pour une moyenne de 5,3 yards, marquant cinq touchdowns sur des courses et deux à la passe. Lors du premier match de la saison contre les Rage de Orlando, il porte le numéro #20 mais il se le fait arracher lors d'une action et porte un autre maillot lors de la seconde mi-temps, arborant le numéro #22. Après cette saison, il est appelé au camp d'entrainement des Cowboys de Dallas mais la chance n'est pas de son côté car il se blesse à un tendon et n'est pas garder dans l'équipe.
Le 26 avril 2002, Avery se tourne vers la Ligue canadienne de football en signant pour les Eskimos d'Edmonton. Sa première saison est magistrale car il marque neuf touchdowns sur des percées et deux sur des passes. Cette saison le voit faire partie de l'équipe d'étoiles de la ligue après la saison 2002 et remporter le Eddie James Memorial Trophy après avoir emmené son équipe à la finale de la coupe Grey.
Après cette saison, il signe comme agent libre avec les Vikings du Minnesota le 13 février 2003. Il joue six matchs lors de la saison 2003 mais ne fait qu'une course et deux réceptions, jouant surtout au poste de kick returner. Il est placé sur la liste des blessés le 24 octobre 2003 après une blessure au genou.
Avery retourne en LCF, jouant pour les Argonauts de Toronto. Il fait ses débuts officiels lors du premier match de la saison contre les Roughriders de la Saskatchewan. Il marque ses deux premiers touchdowns avec les Argonauts contre son ancienne équipe des Eskimos d'Edmonton lors du huitième match. Lors du douzième match contre les Tiger-Cats de Hamilton, il parcourt 110 yards en dix-sept courses et marque un touchdown de 74 yards, son plus long dans sa carrière. À partir du vingtième match de la saison 2004, il est mis sur la liste des blessés à cause d'une nouvelle blessure au genou.
Après avoir battu en demi-finale les Tiger-Cats d'Hamilton et en finale de l'Est les Alouettes de Montréal, Avery emmène son équipe en finale de la 92e coupe Grey. Lors de cette finale, il fait 75 yards en 11 courses et attrape quatre passes pour vingt-quatre yards, et remporte la coupe Grey contre les Lions de la Colombie-Britannique 27-19.
En 2005, Avery manque les matchs de pré-saison après des problèmes aux adducteurs. Il débute treize des quinze matchs qu'il joue après avoir été blessé aux tendons lors du quinzième match contre les Blue Bombers de Winnipeg. En 2006, Avery voit sa place menacée après l'arrivée de Ricky Williams mais celui-ci se fracture le bras contre les Roughriders de la Saskatchewan et laisse le chemin libre pour Avery de reprendre sa place.
Le 31 janvier 2008, le contrat le liant aux Argonauts prend fin.